# Eleutherodactylus martinicensis
Eleutherodactylus martinicensis är en groddjursart som först beskrevs av Johann Jakob von Tschudi 1838.  Eleutherodactylus martinicensis ingår i släktet Eleutherodactylus och familjen Eleutherodactylidae. IUCN kategoriserar arten globalt som nära hotad. Inga underarter finns listade i Catalogue of Life.